# Pont dels Mercaders
El pont dels Mercaders (Pont des Marchands en francès) és un pont de Narbona, a Llenguadoc-Rosselló, l'origen del qual es remunta a l'època romana. Creua el canal de la Robine i té la peculiaritat de ser un dels escassos ponts encara habitats de França.

## Localització
El pont està construït entre l'antiga ciutat romana de Narbo Martius, sobre el marge dret, i l'antiga vila medieval del marge esquerre. Segueix el traçat de l'antic card maximus de la ciutat romana, format per la Via Domitia. En època romana comptava amb sis arcs, però actualment solament compta amb un, d'uns 15 m.